# 시리즈 A 라운드
시리즈 A(Series A)는 일반적으로 기업의 첫 번째 중요한 벤처 캐피털 자금 조달 라운드에 부여되는 이름이다. 그 뒤에 라운드, 투자 또는 자금 조달이라는 단어가 올 수 있다. 이 이름은 투자에 대한 대가로 투자자에게 판매되는 우선주의 종류를 나타낸다. 이는 일반적으로 회사 설립자, 직원, 친구 및 가족 그리고 엔젤 투자자에게 발행되는 보통주 및 보통 스톡 옵션 이후의 첫 번째 주식 시리즈이다.
시리즈 A 라운드는 전통적으로 신생 기업 자금 조달의 중요한 단계이다. 시리즈 A 투자자들은 일반적으로 회사의 10%에서 30%를 매입한다. 시리즈 A 동안 조달된 자본은 일반적으로 회사가 제품을 개발하고, 초기 마케팅 및 브랜딩을 수행하며, 초기 직원을 고용하고, 그 외 초기 단계 사업 운영을 수행하는 동안 6개월에서 2년 동안 회사를 자본화하는 데 사용된다.
그 뒤에는 더 많은 라운드(시리즈 B, 시리즈 C 등)가 이어질 수 있다.

## 자본 조달원
증권을 상장하는 공공 거래소가 없기 때문에, 비상장 기업은 투자자가 신뢰하는 출처 및 기타 비즈니스 연락처로부터의 추천, 기업이 투자자 그룹에 직접 피칭하는 투자자 콘퍼런스 및 데모 데이 등 여러 가지 방법으로 벤처 캐피털 회사 및 기타 프라이빗에쿼티 투자자를 만난다. 크라우드펀딩이 더 확고해짐에 따라, 스타트업은 미국에서 원베스트 및 시드인베스트와 같은 플랫폼을 사용하여 온라인으로 시리즈 A 라운드를 점차적으로 조달하고 있다. 이러한 혼합 라운드에는 오프라인 벤처 캐피털 투자자와 함께 엔젤 투자자, 전략적 투자자 및 고객이 혼합되어 있다.

## 구조
소규모 투자 금액은 일반적으로 법적 및 재정적 비용, 신규 투자자를 위해 자본구조를 조정해야 하는 회사의 부담, 기관 투자자의 분석 및 실사에 비해 가치가 없다. 운영 자금이 필요하지만 아직 벤처 캐피털을 받을 준비가 되지 않은 회사는 일반적으로 엔젤 자본을 찾을 것이다. 소프트웨어, 데이터 서비스, 통신 등과 같은 분야의 사업 비용을 고려할 때 더 큰 금액은 보통 불필요하다. 그러나 제약, 반도체 및 부동산 개발과 같은 분야에서는 1천만 달러를 초과하는 시리즈 A 라운드가 일상적으로 발생한다. 이들 모두 유사한 법적 및 재정적 틀을 공유하지만, 특정 용어, 거래 조건 및 투자 관행은 다른 국가, 사업 부문, 투자자 커뮤니티 및 지리적 지역 내의 사업 관습에 따라 달라진다.
미국에서는 시리즈 A 우선주가 포트폴리오 컴퍼니가 벤처 캐피털 투자자에게 시드 또는 초기 단계 라운드 동안 제공하는 첫 번째 주식 라운드이다. 시리즈 A 우선주는 기업공개 (IPO) 또는 회사 매각과 같은 특정 경우에 보통주로 전환될 수 있다.
미국 벤처 캐피털 커뮤니티, 특히 실리콘 밸리에서의 시리즈 A 라운드는 비즈니스 언론, 블로그, 산업 보고서 및 기술 산업을 다루는 기타 미디어에 널리 보도된다. 시리즈 A 라운드는 비기술 산업에서도 발생하며 투자은행, 기업 투자자, 엔젤 투자자, 공공 기관 등으로부터 투자를 받는데, 이들은 기술 스타트업 컴퍼니 자금 조달 라운드보다 언론 보도가 적다.
영국에서는 시리즈 A 지분 자금 조달이 일반적으로 우선주, 상환 주식, 상환 우선주, 보통주(예를 들어 A 보통주 및 B 보통주와 같이 여러 등급으로 나뉠 수 있음) 또는 이들의 조합 발행을 통해 구성된다.

## 같이 보기
- 크라우드소싱, 크라우드펀딩
- 수익 기반 금융
- 증권 발행
- 시드머니